# Wonderwerk-Höhle
Die Wonderwerk-Höhle ist eine archäologische Fundstätte in der südafrikanischen Provinz Nordkap, rund 45 Kilometer südlich von Kuruman, auf der Ostseite der Kuruman Hills. In der großen Höhle wurden Artefakte in zahlreichen Bodenschichten nachgewiesen, darunter Steinwerkzeuge aus dem Early Stone Age, dem Middle Stone Age und dem Late Stone Age, die auf eine Besiedelung vom Altpleistozän bis zum Holozän schließen lassen.

## Erforschung
Die Wonderwerk-Höhle ist rund 140 Meter lang und hat eine Grundfläche von ungefähr 2400 Quadratmetern. Sie erstreckt sich nahezu horizontal in das sie umgebende Deckgestein aus präkambrischem Dolomit, aus dem sie herausgewaschen wurde. Die bis zu sechs Meter dicken Ablagerungen über dem anstehenden Gestein sind möglicherweise bis zu zwei Millionen Jahre alt.
Die Wonderwerk-Höhle wurde erstmals Anfang der 1940er-Jahre archäologisch untersucht, nachdem beim Abgraben von Fledermausguano Steinwerkzeuge entdeckt worden waren. Ab den 1970er-Jahren erforschte zunächst Karl W. Butzer und danach Peter B. Beaumont (McGregor Museum, Kimberley) die Höhle.
Anhand der in der Höhle geborgenen fossilen Zähne von Pflanzenfressern, die vor rund zwei Millionen Jahren in ihr verendeten, konnte das Paläoklima dieser Epoche als weitaus feuchter identifiziert werden als heute irgendwo in Afrika.

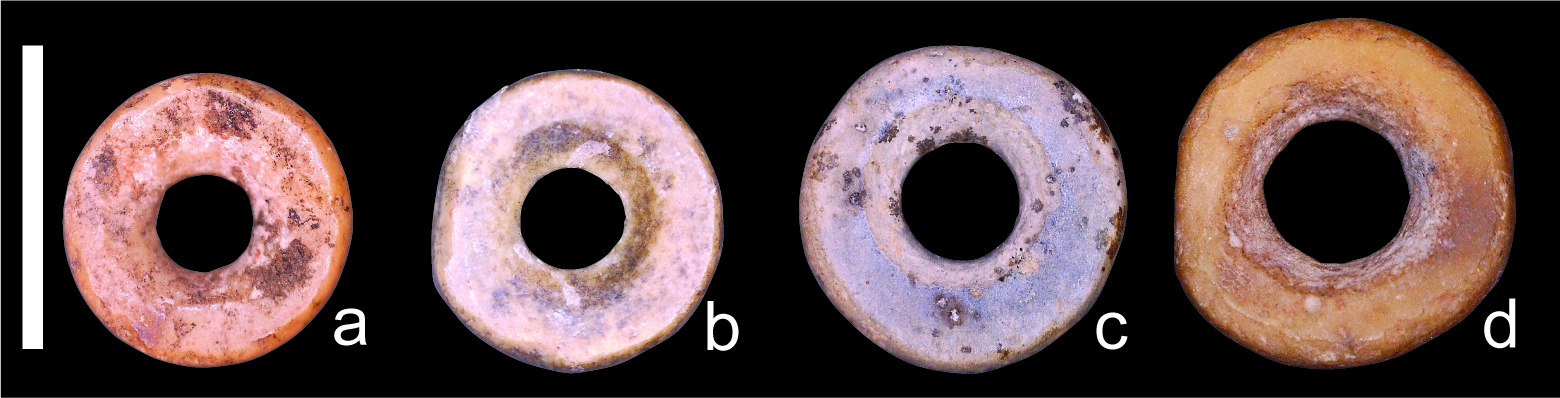
Vier Perlenfunde aus vier afrikanischen Höhlen.
b = Wonderwerk-Höhle, Markierung = 5 mm

Neben den zahlreich gefundenen Steinwerkzeugen wurden wiederholt Reste von verbrannten Knochen und von Pflanzenteilen entdeckt, die als Beleg für eine sehr frühe Beherrschung des Feuers – bereits vor einer Million Jahren – durch die ehemaligen Bewohner interpretiert wurden. Zu den besonderen Funden zählen ferner mehrere annähernd fünf Millimeter große, als Schmuckstücke interpretierte Artefakte: runde, aus der Schale von Straußen-Eiern geschnitzte und mittig durchbohrte Perlen, die vermutlich auf einer Schnur aufgefädelt wurden.
Ferner gibt es in der Nähe der Öffnung einige aus der Steinzeit stammende Höhlenmalereien, die jedoch in jüngerer Zeit durch Graffiti von Besuchern beschädigt wurden.

## Belege
1. ↑  Peter B. Beaumont und John C. Vogel: On a timescale for the past million years of human history in central South Africa. In: South African Journal of Science. Band 102, 2006, S. 217–228, Volltext (PDF; 1,2 MB).
2. ↑  Michael Chazan et al.: Radiometric dating of the Earlier Stone Age sequence in Excavation I at Wonderwerk Cave, South Africa: preliminary results. In: Journal of Human Evolution. Band 55, Nr. 1, 2008, S. 1–11, doi:10.1016/j.jhevol.2008.01.004.
3. ↑   Barend Daniel Malan, Herbert Basil Sutton Cooke: A preliminary account of the Wonderwerk Cave, Kuruman district. In: South African Journal of Science. Band 37, 1941, S. 300–312.
4. ↑  Barend Daniel Malan, Lawrence Herbert Wells: A further report on the Wonderwerk Cave, Kuruman. In: South African Journal of Science. Band 40, 1943, S. 258–270.
5. ↑   Karl W. Butzer et al.: The geo-archeaological sequence of Wonderwerk Cave, South Africa. Abstract of paper presented to the Society of Africanist Archaeologists in America. Calgary, April 1979.
6. ↑  Michaela Ecker et al.: The palaeoecological context of the Oldowan–Acheulean in southern Africa. In: Nature Ecology & Evolution. Band 2, 2018, S. 1080–1086, doi:10.1038/s41559-018-0560-0.
 Prehistoric teeth dating back 2 million years reveal details on ancient Africa's climate. Auf: eurekalert.org vom 28. Mai 2018.
7. ↑   Peter B. Beaumont: The Edge: More on Fire-Making by about 1.7 Million Years Ago at Wonderwerk Cave in South Africa. In: Current Anthropology. Band 52, Nr. 4, 2011, S. 585–595, doi:10.1086/660919.
8. ↑  Francesco Berna et al.: Microstratigraphic evidence of in situ fire in the Acheulean strata of Wonderwerk Cave, Northern Cape province, South Africa. In: PNAS. Band 109, Nr. 20, 2012, S. E1215–E1220, doi:10.1073/pnas.1117620109.
9. ↑  Richard G. Roberts und Michael I. Bird: Evolutionary anthropology: Homo ‚incendius‘. In: Nature. Band 485, 2012, S. 586–587, doi:10.1038/nature11195.
Million-year-old ash hints at origins of cooking. South African cave yields earliest evidence for human use of fire. Auf: nature.com vom 2. April 2012.
10. ↑  Jennifer M. Miller und Yiming V. Wang: Ostrich eggshell beads reveal 50,000-year-old social network in Africa. In: Nature. Band 601, 2022, S. 234–239, doi:10.1038/s41586-021-04227-2.